# 1932년 전국체육대회
1932년 전국체육대회는 1932년 5월 27일부터 12월 10일까지 일제강점기 조선 경성부에서 개최된 전국체육대회이다. 1932년 개최된 제2회 전조선농구선수권대회, 제3회 전조선수상경기대회, 제4회 전조선씨름대회, 제3회 전조선역기대회, 제8회 전조선육상경기대회, 제12회 전조선정구대회, 제13회 전조선축구대회를 1932년 전국체육대회의 일부로 인정하고 있다.

## 경기 종목

### 농구
농구 종목은 '제2회 전조선농구선수권대회'로 진행되었고, 1932년 5월 27일부터 5월 28일까지 일제강점기 조선 경성부에 있는 경성운동장에서 개최되었다. 조선체육회는 대회를 진행하기 위해 1932년 5월 23일까지 참가신청을 받은 후 5월 23일에 대진 추첨을 진행했다. 예선 경기는 5분씩 6회 총 30분으로 진행되었고, 결승 경기는 쿼터당 10분씩 총 40분으로 진행되었다.
경성실업전수학교, 보성전문학교, 백합농구단, 삼각농구단, 양정고등보통학교, 전중앙기독교청년회학교, 협성실업학교, 휘문고등보통학교 등 8개 선수단이 참가하여, 결승에서 협성실업학교가 보성전문학교를 상대로 23:21로 이기며 우승했다.

### 수영
수영 종목은 조선체육회가 조선수상경기협회와 공동으로 주관하여 '제3회 전조선수상경기대회'로 진행되었다. 수영 종목은 1932년 9월 10일에 조선총독부 철도국 수영장에서 개최되었고 18개 세부 종목으로 진행되었다.

### 씨름
씨름 종목은 '제4회 전조선씨름대회'로 진행되었다. 1932년 11월 12일에 일제강점기 조선 경성부에 있는 천도교기념관에서 개최되었다. 단체 종목만 진행되었고, 경성농업, 경신학교, 동성상업, 배재고등보통학교, 보성고등보통학교, 송도고등보통학교, 숭인상업, 양정고등보통학교, 중동학교, 중앙고등보통학교, 협성실업, 휘문고등보통학교 등 12개 선수단이 참가했다. 결승에서 보성고등보통학교가 휘문고등보통학교를 상대로 5:2로 이기며 우승을 차지했다.

### 야구
야구 종목은 '제13회 전조선야구대회'로 진행되었다. 1932년 6월 16일부터 6월 18일까지 일제강점기 조선 경성부에 있는 경성운동장 야구장과 휘문고등보통학교 운동장에서 개최되었다. 소학부 종목은 7회 경기로 진행되었고, 중학부와 청년부 종목은 9회 경기로 진행되었다. 소학부 종목에서는 공옥보통학교, 재동공립보통학교, 주교공립보통학교, 효창공립보통학교 등 4개 선수단이 참가하여, 공옥보통학교가 결승에서 재동공립보통학교를 상대로 2:1로 이기며 우승했다. 중학부 종목에서는 경신학교, 송도고등보통학교. 중앙고등보통학교, 휘문고등보통학교 등 4개 선수단이 참가하여, 결승에서 중앙고등보통학교가 휘문고등보통학교를 17회 연장까지 가는 승부 끝에 8:3으로 이기며 우승을 달성했다. 청년부 종목에서는 연희전문학교, 월성구락부, 전연희전문 등 3개 선수단이 참가하여, 결승에서 월성구락부가 전연희전문을 상대로 15:5로 이기며 우승을 차지했다.

### 역도
역도 종목은 '제3회 전조선역기대회'로 진행되었다. 1932년 12월 10일에 일제강점기 조선 경성부에 있는 하세가와 공회당에서 개최되었다. 경경량급, 경량급, 중량급, 경중량급 등 4개 세부 종목으로 진행었으며, 각 종목별로 이덕흥, 김용성, 송학준, 김희학이 우승했다.

### 육상
육상 종목은 '제8회 전조선육상경기대회'로 진행되었고, 1932년 10월 22일에 일제강점기 조선 경성부에 있는 경성운동장에서 개최되었다. 10월 19일까지 참가 접수를 받았으며 남자 개인 종목에서는 1인당 30전, 남자 단체 종목에서는 한 팀당 1원의 참가비를 받았다. 여자 종목도 신설하고 여자 종목에 참가하는 선수에 대해서는 참가비를 받지 않았으나,[ 여자 종목은 참가자가 없어 진행되지 않았다. 그리하여 육상 종목은 남자 종목만 진행되어 24개 세부 종목으로 진행되었다.

### 정구
정구 종목은 '제12회 전조선정구대회'로 진행되었고, 1932년 6월 24일에 일제강점기 조선 경성부에 있는 경성운동장에서 개최되었다. 1932년 6월 20일까지 참가 접수를 받은 후 6월 21일 17시에 동아일보 강당에서 대진 추첨이 진행되었다. 중학부에서는 경신학교, 동성상업, 배재고등보통학교, 보성고등보통학교, 양정고등보통학교, 제일고등보통학교, 중동학교, 중앙고등보통학교, 휘문고등보통학교 등 9개 선수단이 참가했고, 전문부에서는 대구의학전문강습소, 보성전문학교, 중앙불교전문학교 등 3개 선수단이 참가했으며, 청년부 종목에서는 백웅구락부, 체우구락부, 태양구락부, 혜화구락부 등 4개 선수단이 참가했다. 중학부와 전문부 종목은 싱글 엘리미네이션 토너먼트 방식으로 진행됐고 청년부 종목은 리그전 방식으로 진행되었다. 중학부 종목에서 양정고등보통학교가 중동학교를 상대로 3:2로 이기며 우승을 차지했고, 전문부 종목에서 보성전문학교가 대구의학전문강습소를 상대로 3:0으로 이기며 우승을 달성했으며, 청년부 종목에서는 체우구락부가 태양구락부를 상대로 3:0으로 이기며 우승했다.

### 축구
축구 종목은 '제13회 전조선축구대회'로 진행되었고, 1932년 11월 2일부터 11월 5일까지 일제강점기 조선 경성부에 있는 경성운동장에서 개최되었다. 1932년 10월 29일까지 참가 신청을 받아 1932년 10월 30일에 대진 추첨이 진행되었다. 청년부 종목과 전문부 종목의 팀당 참가비는 5원이고 중학부 종목은 3원이었으며, 소학부 종목과 조선체육대회 단체 회원은 참가비가 면제되었다. 한 팀 당 선수 16명과 지도자 1명으로 구성되었다.
소학부 종목에서는 계성학교, 대동학교, 보인보통학교, 승동학교, 조양학교, 충신학원 등 6개 선수단이 참가했고, 중학부 종목에서는 경성농업, 경신학교, 배재고등보통학교, 보성고등보통학교, 숭인상업, 실업전수학교, 중동학교, 중앙고등보통학교, 진주고등보통학교, 청년학관, 휘문고등보통학교 등 12개 선수단이 참가했다. 전문부 종목에서는 보성전문학교와 연희전문학교가 참가했으며, 청년부 종목에서는 계림 축구단, 봉래 축구단, 청진 축구단이 참가했다. 그리고 20여 년 전 선수로 활약했던 은퇴 선수와 30세 이상 노장 선수 등이 참가하는 노동부 종목이 열렸다. 노동홍백전이라는 명칭으로 진행된 이 경기는 당시에 번외 경기로 진행되었지만, 오늘날 대한체육회에서는 전국체육대회의 일부로 분류하고 있다.
소학부 종목은 전·후반 각 25분씩 50분 경기로 진행되었고, 중학부 종목은 전·후반 각 30분씩 60분 경기로 진행되었다. 청년부 종목은 전·후반 각 35분씩 70분 경기로 진행되었다.
소학부 종목에서 대동학교와 충신학원에 결승에 진출했는데, 양팀 모두 제한 연령을 초과한 선수가 포함되어 있는 사실이 드러나 기권하여 결승전이 진행되지 않아 우승팀이 없다. 중학부 종목에서는 경성농업이 결승에서 배재고등보통학교를 상대로 3:2로 이기며 우승을 차지했다. 전문부 종목에서는 보성전문학교가 연희전문학교를 상대로 2:0으로 이기며 우승을 차지했다. 리그전 방식으로 진행된 청년부 종목에서는 청진 축구단이 우승했다.

## 참고 문헌
- 대한체육회 (1970). 《대한체육회 50년》. 2020년 11월 8일에 원본 문서에서 보존된 문서. 2020년 8월 14일에 확인함.
- 대한체육회 (1990). 《대한체육회 70년사》. 2020년 11월 8일에 원본 문서에서 보존된 문서. 2020년 8월 14일에 확인함.
- 대한체육회 (2011). 《대한체육회 90년사》. 2020년 11월 8일에 원본 문서에서 보존된 문서. 2020년 8월 14일에 확인함.
- 대한체육회 100주년 기념사업부 (2020). 《대한민국 체육 100년》. 대한체육회. 2023년 9월 21일에 원본 문서에서 보존된 문서. 2022년 7월 20일에 확인함.